# Sala de las Cariátides
La sala de las Cariátides (en italiano, Sala delle Cariatidi) del Palacio Real de Milán conocida por su importancia histórica, artística y ceremonial.

## Historia

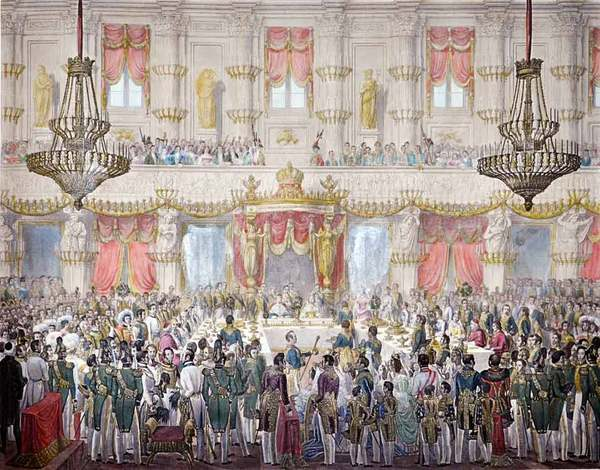
La sala durante el banquete ceremonial tras la coronación de Fernando I como rey del Lombardía-Venecia. (1838, por Alessandro Sanquirico)

La sala se formó en el marco de las reformas realizadas en el Palacio Real de Milán por el gobernador del ducado de Milán, el archiduque Fernando Carlos de Austria, hijo de la emperatriz María Teresa. Se construyó entre 1774 y 1778, según diseño de Giuseppe Piermarini, alumno a su vez de Luigi Vanvitelli. La sala fue decorada por Giocondo Albertolli.
Durante el siglo XIX fue espacio destinado a sala de baile y recepción de los distintos príncipes que habitaron el palacio. Hasta 1859 este fue residencia de los virreyes del Reino lombardo-véneto.
En el marco de la Segunda Guerra Mundial, la sala fue bombardeada por la Royal Air Force británica el 15 de agosto de 1943. Este bombardeo afectó al Palacio Real, entre otros monumentos. La sala fue restaurada a principios de la década de 2010, tras seis décadas de situación semiruinosa.

## Descripción
La sala contaba con una altura de dos pisos. Tomaba su nombre de las esculturas de cariátides que sujetan el balcón que rodea la sala a la altura del primer piso.
Fue utilizada principalmente como sala de baile, aunque también tuvo un uso ceremonial. En torno a este último uso, albergó en 1838 el banquete posterior a la coronación de Fernando I de Austria como rey de Lombardía-Venecia en la catedral de Milán.